# Штатол

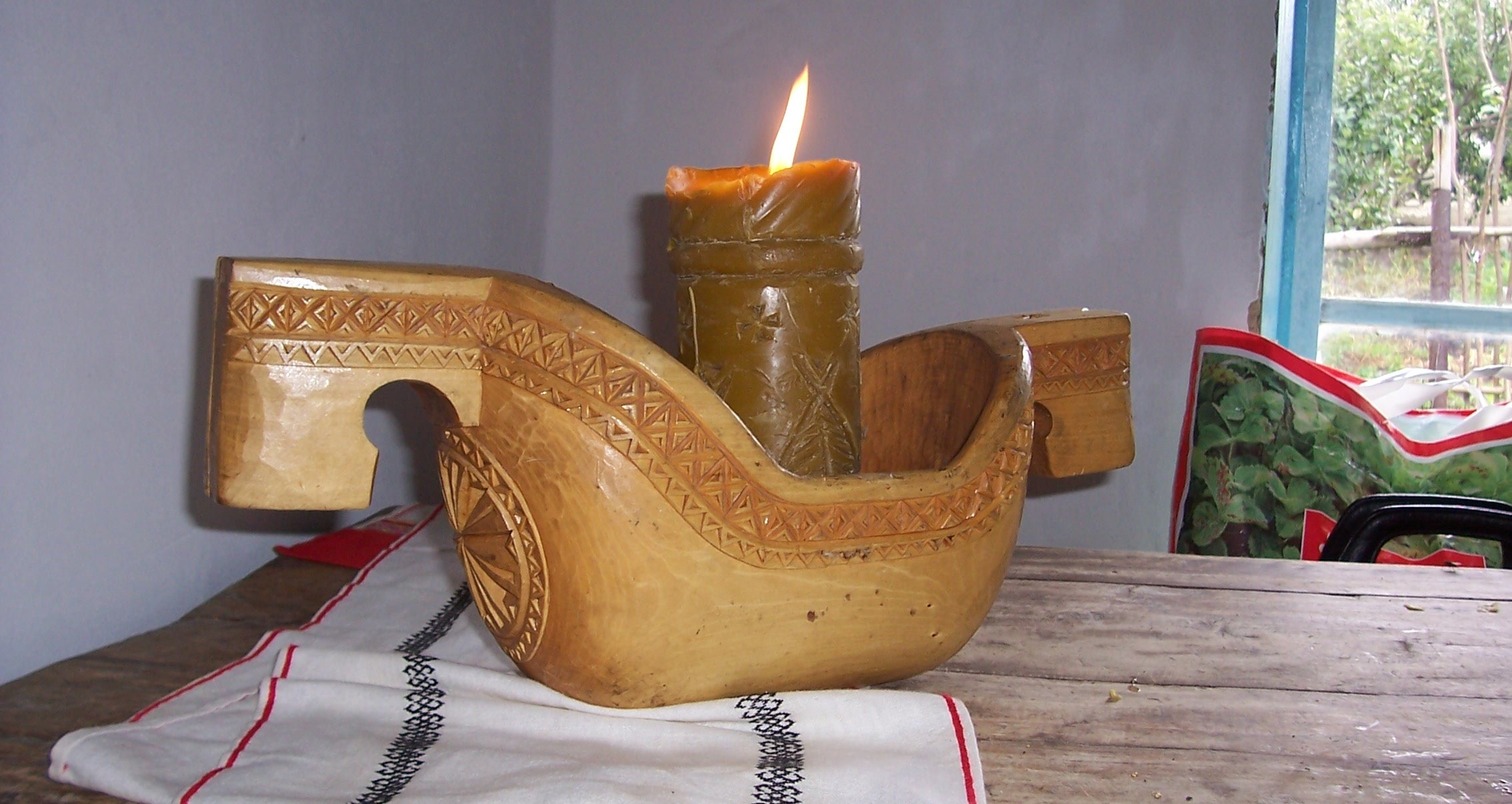
Штатол в этнографическом музее «Этно-кудо»

Штато́л — эрзянская ритуальная восковая свеча, размещаемая в резном деревянном подсвечнике.

## Название
Слово «штатол» в переводе с эрзянского языка означает «свеча». Свечи, используемые в ритуалах, также носят названия «эрзянь штатол» или свечей предков (эрз. атянь штатол).
Слово «штатол» присутствует в «Толковом словаре живого великорусского языка» В. И. Даля.

## Описание
Традиционный штатол имел 3,5 вершка в высоту, 1,5 в поперечнике. Вес свечи составлял около фунта. Фитиль изготавливался из льняной нити. Посередине свеча перевязывалась рушником — полотенцем с расшитыми концами. Подсвечник изготавливался из дерева и имел форму узкого кузова либо кадки.
Для эрзянского праздника «Раськень Озкс» изготавливается намного более крупная свеча, высота которой может достигать более 3х метров, диаметр — 40 см, а вес — 165 кг.

## Применение
Штатол использовался эрзянами для общих семейных или родовых молений ещё в дохристианские времена. Горящая свеча символизирует жизнь и связывается с образом Мирового древа.
Зажиганием штатола сопровождаются церемонии последователей современного неоязычества в Мордовии.

## В культуре
Название «Штатол» носят фестиваль национальных театров в Саранске и посвящённый финно-угорским народам России мультимедийный проект в Москве.